# Menahem Pressler
Menahem Pressler (hebreu: מנחם פרסלר)  (Magdeburg, 16 de desembre de 1923 - Londres, 6 de maig de 2023) fou un pianista israelià-estatunidenc d'origen alemany.
Després de la Nit dels vidres trencats, Pressler i la seva família immediata van fugir de l'Alemanya nazi el 1939, inicialment a Itàlia i després a Palestina. Els seus avis, oncles, ties i cosins van morir als camps de concentració. La seva carrera es va iniciar després de guanyar el primer premi al Concurs Internacional de Piano Debussy a San Francisco el 1946. Posteriorment va seguir el seu debut al Carnegie Hall, amb lOrquestra de Filadèlfia dirigida per Eugene Ormandy.
Des de 1955, Pressler ha impartit classes a la facultat de piano de la "Jacobs School of Music" de la Universitat d'Indiana, on ocupa el rang de Distingit Professor de Música com a càtedra Charles Webb. El seu debut com a músic de cambra va ser al Berkshire Festival de 1955, on va aparèixer com a pianista del Beaux Arts Trio, amb Daniel Guilet, violí i Bernard Greenhouse, violoncel. Tot i que va ser soci júnior al Beaux Arts Trio al principi, Pressler va ser l'únic membre original del trio que va actuar amb el grup durant tota la seva existència, inclosos diversos canvis de membres, fins a la dissolució del trio el 2008. El 2010, va tocar al "Rheingau Musik Festival" amb Antonio Meneses, l'últim violoncel·lista del Beaux Arts Trio, i va aparèixer abans a la sèrie Rendezvous.
Pressler va tornar a Alemanya el 2008 amb motiu del 70è aniversari de la Nit dels vidres trencats. El gener de 2014, amb 90 anys, va debutar amb la Filharmònica de Berlín. La seva actuació amb la Filharmònica de Berlín i Sir Simon Rattle al Concert de Cap d'Any del 2014 va ser tele-visada en directe a tot el món.
El Beaux Arts Trio va realitzar una àmplia sèrie d'enregistraments per a "Philips". A més, Pressler ha enregistrat comercialment música de piano en solitari de La Dolce Volta i amb "Deutsche Grammophon" el 2018 una gravació de música francesa dedicada a la seva companya constant Annabelle Whitestone Lady Weidenfeld ("Deutsche Grammophon.com") Ja a principis dels anys cinquanta havia enregistrat una quantitat considerable de música per a piano en solitari i per a piano i orquestra de diversos compositors per al segell americà "MGM". Era jueu.

## Premis i reconeixement

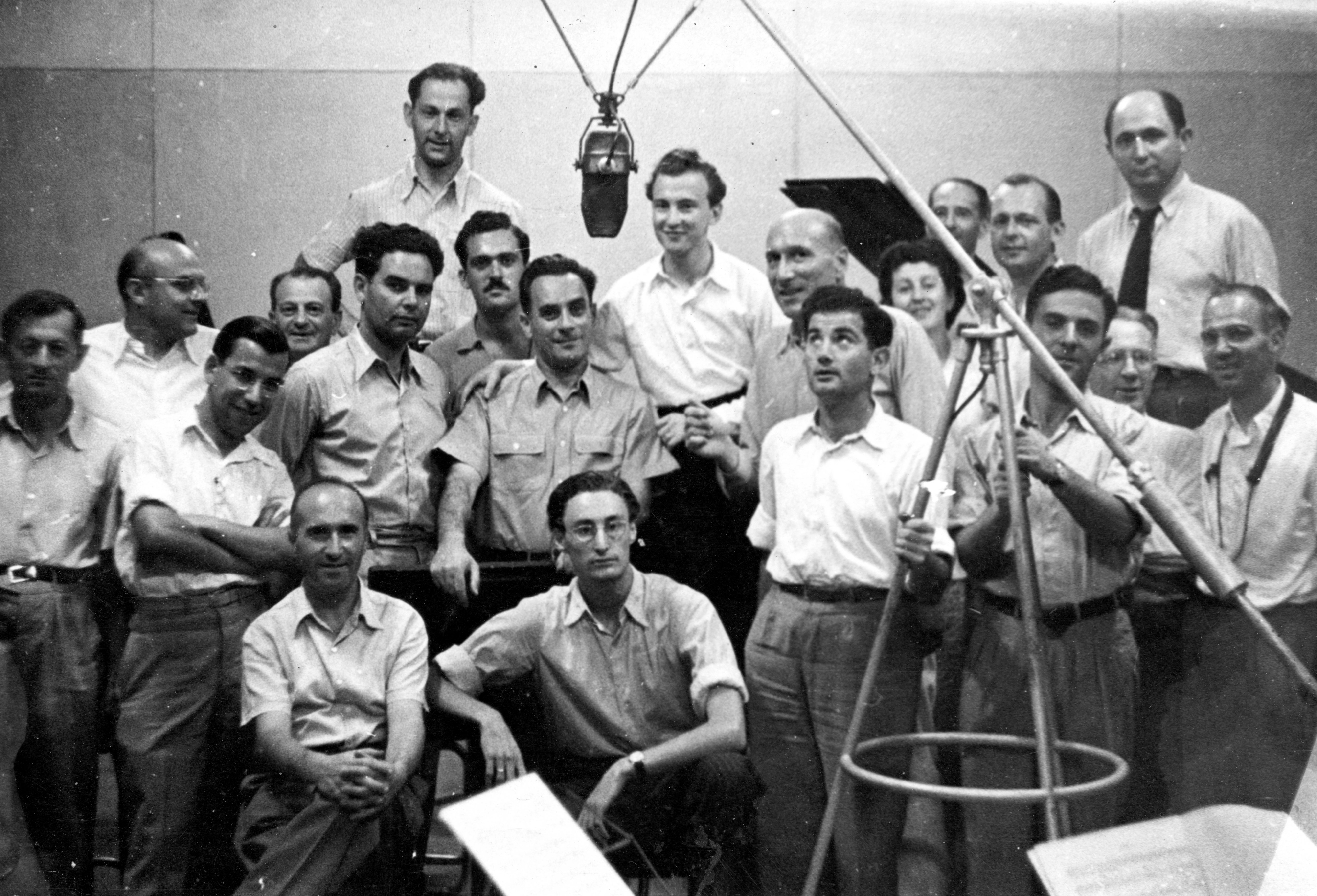
Foto presa a l'estudi del Palestine Broadcasting Service a Jerusalem, juliol de 1947, després de la interpretació del Concert per a piano (Schumann).

Entre els seus guardons i premis, Pressler ha rebut doctorats honoris causa per la Universitat de Nebraska, el Conservatori de Música de San Francisco i la "North Carolina School of the Arts", sis nominacions als Grammy (inclosa una el 2006), un premi a la realització de la revista Gramophone i els "International Classical Music Awards", "Chamber Music America's Distinguished Service Award", la Medalla d'Or al Mèrit de la "National Society of Arts and Letters". També ha estat guardonat amb el premi "Ehrenurkunde" de la crítica alemanya i l'elecció a l'Acadèmia Americana de les Arts i les Ciències.. El 2007 Pressler va ser nomenat membre honorari de l'Acadèmia de Música i Dansa de Jerusalem en reconeixement de tota una vida d'actuació i lideratge en música. El 2005 Pressler va rebre dos premis addicionals de mèrit internacional: el "Bundesverdienstkreuz" alemany (Creu del Mèrit), el màxim honor d'Alemanya, i el màxim honor cultural de França, el premi Comandant de l'Ordre de les Arts i les Lletres. El 2015 va rebre un doctorat honoris causa per la Royal Academy of Music de Londres, l'honorable RAM, i va rebre el premi "Achievement Award" de tota la vida a "ECHO Classic" a Alemanya. El 2016 va rebre el premi "Lifetime Achievement Award" de "Les Victoires de la Musique Classique" a França. El desembre de 2017 va rebre un doctorat honoris causa per la Universitat Ben Gurion a Beer Sheba Israel.